# سید علی (بازیکن هاکی روی چمن)
سید علی (انگلیسی: Syed Ali; ۱۰ ژوئیهٔ ۱۹۴۲ – ۲ مارس ۲۰۱۰) بازیکن هاکی روی چمن اهل هند بود که با بازی در مسابقات المپیک تابستانی ۱۹۶۴ توکیو با تیم ملی مردان به مدال طلا دست یافت. نام وی همچنین به نام سید مشتاق علی یا علی سعید آورده شده.